# 陆三省
陆三省，宋朝政治人物。
陆三省曾于1213年接替陈遇任华亭县知县一职，1214年由李百寿接任。